# Zijanczurino
Zijanczurino (ros. Зиянчурино) – wieś (sieło) w Rosji, w obwodzie orenburskim, w rejonie kuwandyckim. W 2010 liczyła 1412 mieszkańców.